# Pasirawi (Rawamerta)
Pasirawi is een bestuurslaag in het regentschap Karawang van de provincie West-Java, Indonesië. Pasirawi telt 4665 inwoners (volkstelling 2010).